# On a 35 ans !
 (novembre 2024).
Albums de Les Enfoirés
Enfoirés un jour, toujours
(2023) Au pays des Enfoirés
(2025)
On a 35 ans ! est le 34e album album des Enfoirés, enregistré lors de leur série de sept concerts du 17 au 22 janvier 2024 à l’Arkéa Arena de Bordeaux.

## Hymne
L'hymne de l'édition 2024 est intitulé Jusqu'au dernier. Une chanson originale écrite et composée par Ycare, Patrick Bruel et Mathieu Mendès. La chanson est diffusée pour la première fois le 15 janvier 2024.

## Diffusion
Le concert est diffusé le 1er mars 2024 à partir de 21 h 10 sur TF1 et en simultané sur France Bleu.

## Audience
"On a 35 ans !" a réuni 9,4 millions de téléspectateurs sur TF1 soit 48% des parts d'audience. Audience en hausse donc par rapport à l'édition de l'année précédente. 

## Artistes
47 artistes participent à ces concerts :
- Julien Arruti
- Jean-Louis Aubert
- Dany Boon
- Tarek Boudali
- Patrick Bruel
- Nicolas Canteloup
- Claudio Capéo
- Sébastien Chabal
- Julien Clerc
- Yvon Demol (première participation)
- Arnaud Ducret
- Antoine Dupont
- Sofia Essaïdi
- Lara Fabian
- Patrick Fiori
- Élodie Fontan
- Jérémy Frérot
- Marie-Agnès Gillot
- Kendji Girac
- Jenifer
- Joyce Jonathan
- Claire Keim
- Philippe Lacheau
- Michèle Laroque
- Nolwenn Leroy
- Germain Louvet
- Jean-Baptiste Maunier
- Mentissa
- Kad Merad
- Marc Moreau (première participation)
- Esteban Ocon
- M. Pokora
- Raphaël
- Gaëtan Roussel (première participation)
- Santa (première participation)
- Shy’m
- Anne Sila
- Slimane
- Soprano
- Claudia Tagbo (première participation)
- Vianney
- Vitaa
- Christophe Willem
- Ycare (première participation)
- Michaël Youn
- Zaz
- Zazie

Par ailleurs, la chanteuse et choriste de la troupe Philippine Lavrey est montée sur scène à deux reprises mais n’est pas citée parmi les artistes.

## Fiche technique
- Direction musicale et claviers : David Berland
- Guitares : Edouard Algayon
- Piano et claviers : Michel Amsellem
- Basse : Olivier Brossard
- Guitares : François Delfin
- Chant : Philippine Lavrey
- Batterie : Jean-Baptiste Cortot
- Saxophones et trompettes (pour les titres La griffa Lolita et Partir) : Max Pinto
- Chœurs (pour les titres Jusqu’au dernier, Magic in the air, À fleur de toi, Ton fils et L’amour) : Jean-Nicolas Sombrun
- Backline : Gérald Cervelli, Jérôme Loyer, Mathieu Nguyen et Luc Vindras
- Prompteurs : Marine Genna et Isis Naxara
- Réalisation émission : Franck Broqua
- Direction artistique : Anne Marcassus, Mathias Goudeau, Alexis Grosbois, Yves Mayet avec Jérôme Clipez et Lucas Lebras
- Montage : Thierry Guetta et Olivier Ouali
- Étalonnage : Pascal Torbey
- Postproduction : Nathalie Hairabedian
- Réalisation sketchs : Philippe Lacheau
- Montage sketchs : Elodie Chrestia
- Chorégraphies : Tiziana Pagliarulo assistée de Cristian Lo Presti
- Production exécutive : Maxime Perrin, Harmonie Poirier et Jérôme Putinier
- Mixage musique stéréo et 5.1: Thierry "Tyty" Blanchard, Patrick Hampartzoumian, Raphael Auclair, Clémence Le Pioulf et Pierre Baslé - Studio Hauts de Gammes
- Masterisation son stéréo et 5.1: Poussin - D.E.S Studios
- Sonorisation scène et musiciens : Rémy Blanchet, Vincent Mantz et Nicolas Décamp
- Responsable plateau : Olivier Bottin
- Responsable HF : Thomas Barbarat et Émilie Chabod
- Techniciens HF et ears : Juliette Auvitu, Alice Bachelier, Anna Monce, Jean-Baptiste Cavelier, Benoit Briere, Grégory Maloche et Wendy Rébillard
- Topage et sampler : Clémence Le Piouff
- Techniciens son: Joseph Mächefer, Thomas Dardenne, Elliot Lancaster Kheireddine, Robin Sellier, Pierre Stanik, Maxime Gérard, Enzo Gomez, Thibault Melsbach et Thomas Brethé
- Enregistrement voyageur 1 - Prise de son: René Weis
- Chef de car : Raphaël Auclair
- Assistants: Patrick Marconcini et Fabrice Suzanne
- Son façade : Pierre Buisson, Alexandre Capponi et olivier Dulion
- Ingénieur système : Jean-Baptiste Boitel
- Lumières : Frédéric Dorieux
- Habillage écrans : D-Labs
- Décors : Xavier Grosbois
- Accessoires : Cyrille Autissier
- Costumes : Charlotte Bétaillole
- Réalisation clip et lycris vidéo : Yannick Saillet
- Photos DVD 1 et 2 : Sylvie Grosbois
- Photo Coluche : Gaston Bergeret
- Authoring DVD: Pierre Dos Santos - VDM
- Coordination graphique : Alexis Grosbois
- Conception graphique : XBigwood

## Liste des titres
1. Coup de vieux (Bigflo et Oli et Julien Doré) : Les Enfoirés
2. Jusqu’au dernier (Les Enfoirés) : Les Enfoirés
3. Magic in the air (Magic System) : Kendji Girac, Tarek Boudali, Soprano, Anne Sila, Les Enfoirés, Méga Unity
4. Popcorn salé (Santa) : Christophe Willem, Patrick Fiori, Jérémy frérot, Julien Clerc, Michèle Laroque, Nolwenn Leroy, Joyce Jonathan, Shy’m, Anne Sila, Zaz, Sofia Essaïdi
5. La goffa Lolita (La petite culotte) : Claudio Capéo, Dany Boon, Michaël Youn, Jean-Baptiste Maunier, Philippe Lacheau, Les Enfoirés, Méga Unity
6. Le France (Michel Sardou) : Kendji Girac, Julien Clerc, Patrick Bruel, Jean-Louis Aubert
7. Prière païenne (Céline Dion) : Jenifer, Vitaa, Zaz, Joyce Jonathan, Esteban Ocon, Les Enfoirés
8. La symphonie des éclairs (Zaho de Sagazan) : Zazie, Jenifer, Claire Keim, Nolwenn Leroy, Germain Louvet, Yvon Demol, Marc Moreau
9. Quand on arrive en ville (Starmania) : Jean-Louis Aubert, Claudio Capéo, Patrick Fiori, Ycare, Patrick Bruel
10. Éblouie par la nuit (Zaz) : Vitaa, Sofia Essaïdi, Lara Fabian, Jenifer
11. Flamme (Juliette Armanet) : Jérémy Frérot, Jean-Baptiste Maunier, Christophe Willem, Arnaud Ducret, Les Enfoirés
12. Une histoire d’amour (Mireille Mathieu) : Sofia Essaïdi, Mentissa, Shy’m, Jenifer, Jérémy Frérot, M. Pokora, Kendji Girac, Jean-Baptiste Maunier
13. Ta Marinière (Hoshi) : Arnaud Ducret, Philippe Lacheau, Nolwenn Leroy, Claudia Tagbo, Shy'm, Michèle Laroque
14. Et un jour une femme (Florent Pagny) : Patrick Fiori, Kendji Girac, Jean-Louis Aubert, Slimane, Gaëtan Roussel, Kad Merad, Élodie Fontan, Joyce Jonathan, Shy’m, Jenifer, Claire Keim
15. Tournent les violons (Jean-Jacques Goldman) : Julien Clerc, Gaëtan Roussel, Patrick Fiori, Jérémy Frérot, Vianney, Les Enfoirés
16. Secret (Louane) : Lara Fabian, Claire Keim, Nolwenn Leroy, Zaz
17. Flowers (Miley Cyrus) : Zaz, Claire Keim, Santa, Vitaa, Shy’m, Nolwenn Leroy, Anne Sila, Philippine Lavrey, Mentissa
18. À fleur de toi (Vitaa) : Lara Fabian, Mentissa, Philippine Lavrey, Jean-Baptiste Maunier, Soprano, Jérémy Frérot, Mega Unity, Les Enfoirés
19. Résiste (France Gall) : Patrick Bruel, Raphaël, Jérémy Frérot, Julien Clerc, Soprano, Antoine Dupont, Germain Louvet
20. À ma manière (Dalida) : Lara Fabian, Zazie, Zaz, Nolwenn Leroy, Mentissa, Santa, Claire Keim, Vitaa
21. Born to be alive (Patrick Hernandez) : Matt Pokora, Kad Merad, Christophe Willem, Michaël Youn, Les Enfoirés
22. Ton fils (Johnny Hallyday) : Raphaël, Vianney, Slimane, M. Pokora
23. L’amour (Christophe Maé) : Claudio Capéo, Dany Boon, Gaëtan Roussel, Soprano, Mega Unity
24. Set fire to the rain (Adele) : Slimane, Christophe Willem, Matt Pokora, Kendji Girac, Mentissa, Santa, Anne Sila, Joyce Jonathan
25. Partir (Julien Clerc) : Raphaël, Michèle Laroque, Soprano, Zazie, Julien Clerc, Nicolas Canteloup, Marie-Agnès Gillot, Germain Louvet, Yvon Demol, Marc Moreau, Les Enfoirés
26. Non je n’ai rien oublié (Charles Aznavour) : Patrick Bruel, Slimane, Michaël Youn, Sofia Essaïdi, Jean-Louis Aubert, Zazie, Les Enfoirés
27. La Chanson des Restos (Les Enfoirés) : Les Enfoirés